# Campionato maltese di calcio a 5
Il campionato di calcio a 5 di Malta (National Futsal League in inglese) è la massima competizione maltese di calcio a 5 organizzata dalla Federazione calcistica di Malta.

## Storia
Il campionato maltese ha preso il via nel 2002 con due gironi e una successiva fase a play-off; questa modalità è durata sino all'edizione 2007-08 quando è stato introdotto un girone unico. Nei primi anni il campionato non ha mai avuto un detentore duraturo: il primo club capace di vincere un secondo titolo è stato lo ZC Excess (poi Excess Bidnija e quindi Balzan) nella stagione 2010-2011.

## Albo d'oro
- 2002-2003:  Air Malta Cabin Crew (1)
- 2003-2004:  RBSM (1)
- 2004-2005:  Serbia (1)
- 2005-2006:  Hibernians (1)
- 2006-2007:  Jeepers (1)
- 2007-2008:  Scandals (1)
- 2008-2009:  White Eagles (1)
- 2009-2010:  ZC Excess (1)
- 2010-2011:  ZC Excess (2)
- 2011-2012:  Excess Bidnija (3)
- 2012-2013:  Hibernians (2)
- 2013-2014:  Balzan (4)
- 2014-2015:  St. Andrews (1)
- 2015-2016:  Valletta (1)
- 2016-2017:  St. Andrews (2)

- 2017-2018:  Valletta (2)
- 2018-2019:  St. Andrews (3)
- 2019-2020:  St. Andrews (4)
- 2020-2021:  St. Andrews (5)
- 2021-2022:  St. Andrews (6)
- 2022-2023:  St. Andrews (7)

## Supercoppa
| Stagione | Vincitore   | Finalista           |
| -------- | ----------- | ------------------- |
| 2014     | Balzan      | Hibernians          |
| 2015     | Balzan      | St. Andrews         |
| 2016     | St. Andrews | Valletta            |
| 2017     | St. Andrews | Hamrun Spartans     |
| 2018     | Valletta    | University of Malta |